# Poslovno odlučivanje
Odlučivanje je kognitivni proces koji se sastoji od prepoznavanja problema i biranja mogućih rješenja koja vode do nekog željenog stanja. Odlučivanje je veoma odgovoran i težak posao jer donošenje odluka za sobom nosi i način provođenja inih. Managersko poslovno odlučivanje ovisi o razini managementa na kojoj se donosi odluka, pa tako u najzahtjevnije spadaju strategijske i inovativne odluke, zatim slijede taktičke  (adaptivne) odluke, a tek onda operativne (rutinske) odluke. 

## Aspekti poslovnog odlučivanja
- Programirano i neprogramirano odlučivanje
- Pojedinačno i grupno odlučivanje

## Vrste odlučivanja
Manager stječe iskustvo donošenja odluka unutar i izvan organizacije u kojoj radi, a okolnosti pod kojima odlučuje manager međusobno se bitno razlikuju. Moguće je razlikovati zadovoljavajuća, optimalna i idealna rješenja. Za selektiranje zadovoljavajućih rješenja koriste se nekvantitativne i subjektivne metode. Za selektiranje optimalnih rješenja koriste se metode znanstvenog promatranja i kvantitativna mjerenja. U selekciji idealnih rješenja koriste se kombinirane tehnike nekvantitativne i kvantitativne metode.  Odlučivanje se može podijeliti na tri osnovne vrste: intuitivno, odlučivanje na temelju prosuđivanja i racionalno odlučivanje. U managerskom odlučivanju mogu nastati ograničenja u odlučivanju zbog: nejasne okolnosti odlučivanja, nepotpunosti informacija, osobnih ograničenja donositelja odluke i nedovoljnih sredstava za ostvarenje rizika. Vrste poslovnog odlučivanja jesu:
- Intuitivno odlučivanje - odlučivanje na temelju intuicije donositelja odluke.  Intuicija se može definirati kao percepcija istine bez svjesnog razmišljanja. Donositelj ne zna objasniti zašto je postupio na određeni način.  Intuitivno odlučivanje karakteristično je za privatan život, dok u poslovnom odlučivanju pruža male mogućnosti za izbor optimalnih rješenja. Intuitivnim odlučivanjem donose se operativne odluke, koje su najčešće programirane i služe za rješavanje rutinskih problema
- Odlučivanje na temelju prosuđivanja - koristi se u situacijama koje se ponavljaju i temelji se na iskustvu managera. Manager prema vlastitom sistemu procjene određuje je li neko rješenje potencijalno korisno ili štetno za organizaciju. Procjene su prethodnica svjesnog emocionalnog iskustva i nužno su nesvjesni procesi. Temeljem prosuđivanja donose se taktičke odluke, u kojima su poznati zahtjevi i situacija, a trebaju podići razinu efikasnosti
- Racionalno odlučivanje - primjenjuje se kod donošenja strateških odluka i povezano je s znanstvenim metodama odlučivanja. Strateške odluke su najvažnije odluke i one određuju strategiju i ciljeve organizacije u budućnosti, a donosi ih top management.  Prilikom racionalnog odlučivanja donositelj odluka se služi analitičkim metodama i mora biti jako dobro informiran.

## Okolnosti odlučivanja
Prema okolnostima u kojima se odlučuje razlikujemo tri vrste uvjeta odlučivanja: sigurnost, rizik i nesigurnost.
- Uvjeti sigurnosti - omogućuju donositelju odluke da zna što će se dogoditi s odlukom, neovisno o odabiru varijante. Vjera u odluku u uvjetima sigurnosti je veoma visoka.
- Uvjeti rizika - u uvjetima rizika donositelj odluke poznaje mogućnost rješavanja problema, ali ne i posljedicu izbora svake mogućnosti. Donositeljeva vjera u odluku opada zbog nedostatka informacija. U uvjetima rizika donositelj odluke oslanja se na stupanj vjerojatnosti vezane uz stupanj koristi određene mogućnosti. Stupanj vjerojatnosti izračunava se matematičkim modelima i procjenom.
- Uvjeti nesigurnosti - u uvjetima nesigurnosti donositeljeva vjera u ispravnost odluka je veoma niska jer se odluka donosi u uvjetima nepostojanja nikakvih informacija o vjerojatnostima mogućih rješenja ili se ne raspolaže dovoljnim znanjem o mogućnostima za rješavanje problema.